# Magnolia pleiocarpa
Magnolia pleiocarpa este o specie de plante din genul Magnolia, familia Magnoliaceae. A fost descrisă pentru prima dată de James Edgar Dandy, și a primit numele actual de la Richard B. Figlar och Hans Peter Nooteboom. Conform Catalogue of Life specia Magnolia pleiocarpa nu are subspecii cunoscute.